# Вескеуць
Вескеуць (рум. Văscăuți) — село у Флорештському районі Молдови. Адміністративний центр однойменної комуни, до складу якої також входять села Фегедеу та Октябрське.

## Населення
За даними перепису населення 2004 року у селі проживали 1067 осіб.
Національний склад населення села:
| Національність       | Кількість осіб | Відсоток |
| -------------------- | -------------- | -------- |
| молдавани            | 1031           | 96,6%    |
| українці             | 16             | 1,5%     |
| росіяни              | 16             | 1,5%     |
| цигани               | 3              | 0,3%     |
| інша / без відповіді | 1              | 0,1%     |
| Всього               | 1067           | 100%     |